# Неокесарийский собор

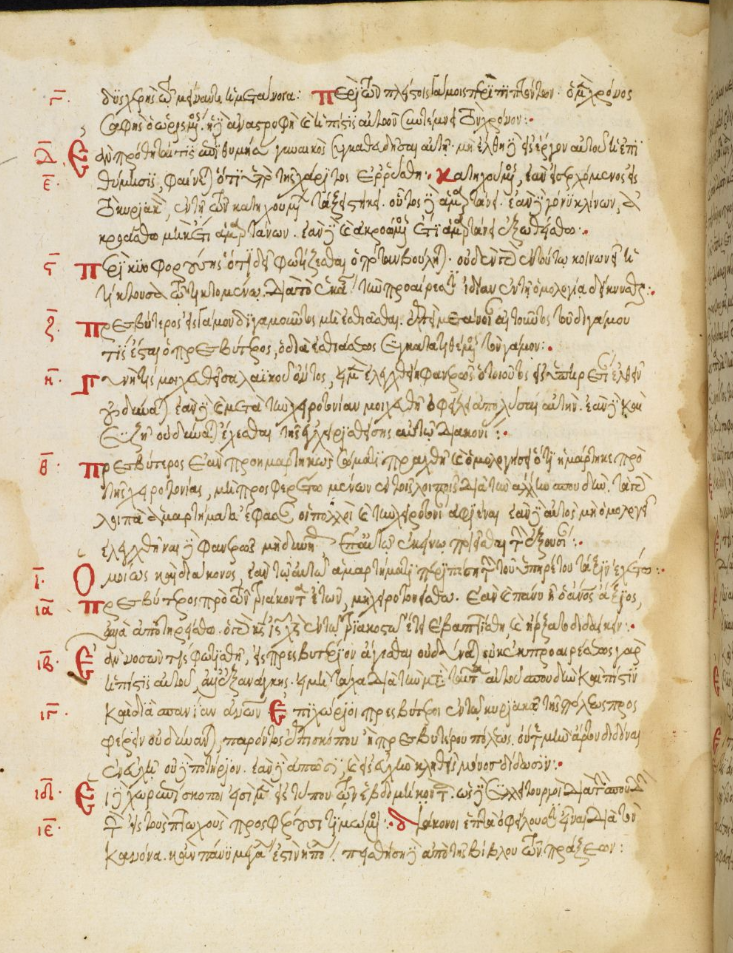
Правила Неокесарийского собора. Греческая рукопись ноябрь 1600 года. Британская библиотека.

Неокесари́йский собо́р (греч. Σύνοδος ἐν Νεοκαισαρείᾳ τῇ κατὰ Πόντον) — поместный собор христианской церкви, состоявшийся в Неокесарии вскоре после Анкирского собора (314 год), но до Первого Вселенского собора (325 год). Председательствовал на соборе Виталий Антиохийский, скончавшийся в 319 году. По этой причине собор датируют 315-319 годами.
Собором были приняты 15 правил, вошедших в Православной церкви в общий свод церковного права. К основным вопросам, рассмотренным собором, относятся нормы в отношении брака, нравственности и церковного управления. Особо собором был разрешён ряд вопросов, связанных с крещением:
- разрешено крещение беременных женщин «ибо нет в сем никакого общения у рождающия с раждаемым: понеже во исповедании собственное каждаго произволение показуется» (правило 6);
- запрещено рукоположение лиц, крещённых в состоянии болезни «ибо вера его не от произволения, но от нужды» (правило 12).